# Lampadena yaquinae
Lampadena yaquinae är en fiskart som först beskrevs av Leonard R. Coleman och Nafpaktitis 1972.  Lampadena yaquinae ingår i släktet Lampadena och familjen prickfiskar. Inga underarter finns listade i Catalogue of Life.